# Aubigny-au-Bac Communal Cemetery
Aubigny-au-Bac Communal Cemetery is een Britse militaire begraafplaats gelegen in de Franse plaats Aubigny-au-Bac (Noorderdepartement). De begraafplaats wordt onderhouden door de Commonwealth War Graves Commission.
De begraafplaats telt niet-geïdentificeerde graven: 5 onbekende WW1 graven.